# Giornata internazionale per la preservazione dello strato di ozono
Giornata internazionale per la preservazione dello strato di ozono istituita nel 1994 dall’Assemblea generale delle Nazioni unite. È stato designato dall'Assemblea generale delle Nazioni Unite il 19 dicembre 2000, in commemorazione della data, nel 1987, in cui le nazioni firmarono il Protocollo di Montréal sulle sostanze che riducono lo strato di ozono.
Il termine buco nell’ozono è stato coniato nel 1985 da Sherwood Rowland per indicare l’anomalo assottigliamento dello strato di ozono presente nella stratosfera, a una distanza compresa tra 10 e 40 km dalla superficie terrestre.
Proprio per questo nel 1994, l'Assemblea Generale delle Nazioni Unite ha proclamato il 16 settembre la Giornata internazionale per la preservazione dello strato di ozono, commemorando la data della firma, nel 1987, del Protocollo di Montréal sulle sostanze che riducono lo strato di ozono.